# Marskalk av Italien
Marskalk av Italien (italienska: Maresciallo d'Italia) var en tjänstegrad i den italienska armén 1924 - 1946.

## Historisk översikt
Graden infördes av fascistregeringen för att hylla överbefälhavarna från första världskriget, Cadona och Diaz, och var den högsta graden i armén till 1938 då Mussolini tilldelade sig själv och kung Viktor Emanuel II graden Förste marskalk av Imperiet (it. Primo Maresciallo dell'Impero). För flottan hette motsvarande grad Storamiral (it. Grande Ammiraglio) och för flygvapnet  flygmarskalk (it. Maresciallo dell'Aria. Alla dessa tjänstegrader avskaffades när Italien blev republik 1946.

## Marskalkar av Italien
(datum för utnämnande inom parentes)
Första världskriget
- Luigi Cadorna (4 november 1924)
- Armando Diaz (4 november 1924)
- Emmanuel Filiberto av Aosta (25 juni 1926)
- Pietro Badoglio (25 juni 1926)
- Enrico Caviglia (25 juni 1926)
- Gaetano Giardino (25 juni 1926)
- Guglielmo Pecori Giraldi (25 juni 1926)

Abessinienkriget
- Emilio De Bono (16 november 1935)
- Rodolfo Graziani (9 maj 1936)

Andra världskriget
- Ugo Cavallero (1 juli 1942)
- Ettore Bastico (12 augusti 1942)
- Umberto II (29 oktober 1942)
- Giovanni Messe (12 maj 1943)

## Storamiral
- Paolo Thaon di Revel (4 november 1924)

## Flygmarskalk
- Italo Balbo (13 augusti 1933)